# Charles Olson
Charles Olson (Worcester, Massachusetts, 27 de dezembro de 1910 - Nova Iorque, 10 de janeiro de 1970) foi um poeta dos Estados Unidos, que cunhou os termos pós-modernismo e verso projetivo.

## Dados biográficos
Formado em Harvard, tendo primeiramente estudado na Wesleyan University, participou da política durante alguns anos, junto ao Partido Democrata. Posteriormente, foi professor no Black Mountain College, tornando-se seu diretor até 1956. 

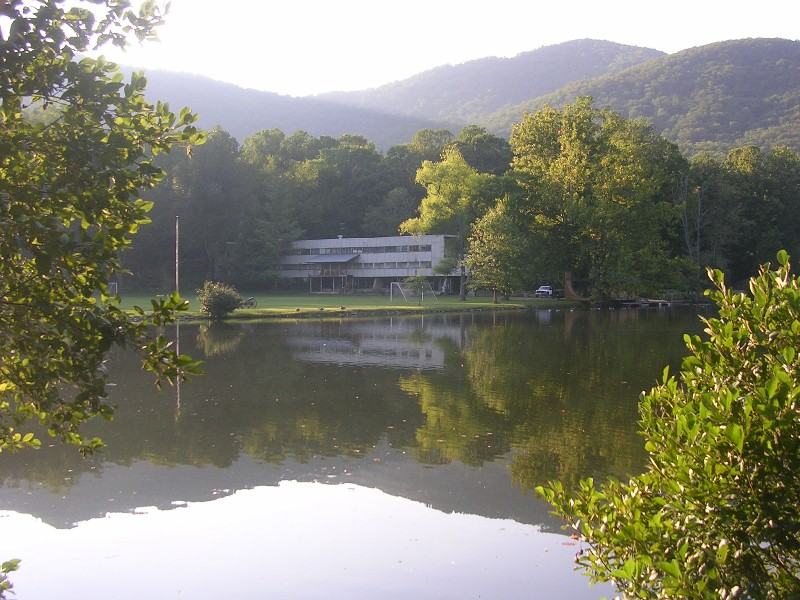
Parte do campus do Black Mountain College.

Destacando-se, primeiramente, como ensaísta, em trabalho sobre Melville publicado em 1947, seu início na poesia foi difícil, tendo o poeta que superar a influência acentuada de seus mestres Ezra Pound e William Carlos Williams.
Teria vivido por mais de 6 meses na península do Yucatán, onde demonstrou interesse pela cultura maia. 

## A poética e o conceito de pós-modernidade de Olson
Adotando um estilo telegráfico, realizou pesquisas com a poesia oral, sob influência da linguagem do cinema e das vanguardas do início do século XX, em especial o modernismo de Pound e William Carlos Williams, o que resultou na teoria do verso projetivo(projective verse), em 1959.  Em ensaio sobre o “Projective Verse” insistia que a forma da poesia é uma mera extensão do conteúdo.
Em cartas ao amigo e poeta Robert Creeley usa pela primeira vez o termo pós-modernismo, o qual irá aprofundar em manifesto de 1952, embora o termo somente venha a se popularizar na década de 1970. Olson refere-se a um “mundo pós-moderno”, de um “Pós-Ocidente”, posterior à era imperial e dos “Descobrimentos e da Revolução Industrial”. Olson propõe uma literatura prospectiva, ou seja, uma literatura que lança os olhos sobre o futuro, estando, assim, próximo das propostas das vanguardas, que se propõem como precursoras deste mesmo futuro.
As novas técnicas desenvolvidas por Olson estão presentes em boa parte da poesia norte-americana mais recente, influenciando, inclusive, poetas como Allen Ginsberg.

## Algumas obras
- Call Me Ishmael, Reynal & Hitchcock, 1947, Grove, 1958.
- To Corrado Cagli (poesia), Knoedler Gallery (New York, NY), 1947.
- Y & X (poesia), Black Sun Press, 1948.
- Letter for Melville (poetry), Melville Society, Williams College, 1951.
- Mayan Letters, ed. Robert Creeley, Divers Press, 1953.
- Projective Verse (ensaio), Totem Press, 1959.
- The Maximus Poems, Jargon, 1956, Jargon/Corinth, 1960.
- The Collected Poems of Charles Olson, Berkeley, 1987.
- Collected Prose, ed. Donald Allen & Benjamin Friedlander (Berkeley, 1997)
- Human Universe and Other Essays, ed. Donald Allen (Berkeley, 1965)
- Charles Olson and Robert Creeley: The Complete Correspondence, ed. George F. Butterick and Richard Blevins, 10 volumes. Black Sparrow Books, 1980-96.
- Selected Letters, ed. Ralph Maud, Berkeley, 2001.